# Simó Piera i Pagès
Simó Piera i Pagès (Barcelona, 3 de setembre de 1892 — Barcelona, 14 d'agost de 1979) fou un dirigent anarcosindicalista català.
Només amb sis anys treballava venent escombres i ventalls a Sabadell, i més tard, en una impremta i de ferrer. El 1901 tornà a Barcelona i el 1902, amb només deu anys, es va trobar en mig d'una càrrega que la guàrdia civil feia damunt d'uns obrers vaguistes, la qual cosa el colpí profundament. El 1908, amb només setze anys, fou empresonat per primer cop quan formava part d'un comitè de propaganda per la vaga del primer de maig.
El 1910 assistí al congrés, que convocat per Solidaritat Obrera, va decidir constituir la CNT, i a causa de la forta repressió després de la vaga de setembre de 1911 l'obligà a exiliar a Tolosa de Llenguadoc. El 1918 Assistí al congrés de Sants i fou president del Sindicat Únic de la Construcció el 1918-1920. També fou membre del comitè de vaga de La Canadenca i exercí de moderador en l'assemblea general de la plaça de toros de Les Arenes de Barcelona el 19 de març de 1919. El desembre de 1919 fou representant del sindicat de la Construcció de Barcelona en el segon congrés de la CNT a Madrid, on fou un dels 24 firmants del dictamen sobre la definició ideològica de la CNT, que declarava la finalidad que persigue la Confederación Nacional del Trabajo de España es el Comunismo libertario.
Perseguit per ordre de Severiano Martínez Anido, se'n va anar de Barcelona i es va posar a treballar a Coma-ruga. El 23 d'octubre de 1922 patí un atemptat per part de pistolers del Sindicat Lliure després fou empresonat. Quan s'imposà la dictadura de Miguel Primo de Rivera, hagué d'exiliar-se a París. Tornà a Catalunya el 1926 i es va instal·lar a Sabadell. El 1931 s'adherí a ERC i sense firmar el manifest del trenta s'uní amb els homes de la CNT que propugnaven una activitat sindical independent de la FAI. Després de la guerra civil espanyola s'exilià a França, després a Santo Domingo i acabà resident a Veneçuela, on fou president del Centre Català de Caracas el 1949-1950. El 1965 tornà a Catalunya.

## Obres[1]
- Records i experiències d'un dirigent de la CNT (1975)